# Akom
Akom – miasto w Kamerunie; w Regionie Południowym. Liczy ono10 tys. mieszkańców (2006). Funkcjonuje tam przemysł spożywczy i włókienniczy.